# Michel Polrot
Michel Polrot est un footballeur et entraîneur français, né le 24 juin 1937 à Friville-Escarbotin (Somme) et décédé le 21 octobre 2016 à Eu (Seine-Maritime), qui jouait au poste de défenseur du milieu des années 1950 au début des années 1970.

## Biographie
Natif de Friville-Escarbotin, il commence sa carrière au club local, l'US Friville-Escarbotin (des jeunes jusqu'en 1956), avant de jouer pour Amiens (1956-1957), le RC Paris (1957-1959), et le CA Paris (1959-1962).
Il effectue ensuite son retour au RC Paris (1962-1964), avant de jouer à Châteauroux (1964-1965), Angoulême (1965-1969) et enfin Creil (1969-1972), dont la dernière année en tant qu'entraîneur-joueur. Il continue ensuite sa carrière d'entraîneur à Blangy-sur-Bresle, puis à Mers-les-Bains et au CO Bresles, avant de revenir à Friville-Escarbotin (1992-1997).
Avec Angoulême, il atteint les demi-finales de la Coupe de France en 1968, en étant battu par l'AS Saint-Étienne. Le 16 février 1969, il inscrit avec cette même équipe son seul et unique but en Division 2, lors de la réception du Lille OSC.
Michel joue au total deux saisons en Division 1, avec le RC Paris (de 1962 à 1964) pour un total de 35 matchs à cet échelon, ainsi que neuf saisons de Division 2 entre 1959 et 1972, pour un total de 301 matchs à ce niveau. 
Il décède le 21 octobre 2016 à Eu, dans le département de la Seine-Maritime, à l'âge de 79 ans.

## Carrière
- 1953-1956 :  US Friville-Escarbotin (PH)
- 1956-1957 :  Amiens AC (DH)
- 1957-1959 :  RC Paris (D1)
- 1959-1962 :  CA Paris (D2)
- 1962-1964 :  RC Paris (D1)
- 1964-1965 :  LB Châteauroux (CFA)
- 1965-1969 :  AS Angoulême (D2)
- 1969-1972 :  AS Creil (CFA - D2)
- dates inconnues :  SEP Blangy-sur-Bresle-Bouttencourt (PH)
- 1982-1984 :  Mers-les-Bains AC (PH - PID)
- dates inconnues :  CO Bresles (PH)
- 1992-1997 :  US Friville-Escarbotin (D4 puis National 3)

## Palmarès
- Vice-champion de France de D2 en 1969 avec l'AS Angoulême